# Nález věci
Nález věci neznamená automatické získání vlastnictví této věci. Podle českého právního řádu se obecný právní princip okupace, tedy získání vlastnictví nalezené věci, uplatní jen tehdy, je-li prokázáno, že ji původní vlastník úmyslně opustil (princip derelikce). To lze předpokládat zejména tehdy, nevykonává-li své vlastnické právo déle než tři roky nebo jde-li o věc nepatrné hodnoty, kterou zanechal na místě přístupném veřejnosti. Přivlastnit si ovšem lze jen opuštěnou movitou věc, vlastnictví k věcem nemovitým vždy přechází na stát. 
Tato možnost získání vlastnictví platí až od roku 2014 podle nového občanského zákoníku (§ 1045, 1050–1065), podle předchozího zákoníku (§ 135) nemohla být žádná nalezená věc tzv. věcí ničí, vždy tedy šlo jen o věc ztracenou, případně skrytou (zakopanou, zazděnou apod.). Takovou musí nálezce vrátit tomu, kdo ji ztratil, má ale právo na náhradu nákladů a v případě ztracené věci také na nálezné, které tvoří 10 % obecné ceny nálezu. Jestliže vlastník věci není znám, pak se odevzdává obci, na jejímž území k nálezu došlo. Ta vyhlásí nález věci a zároveň ji uschová. Nepřihlásí-li se nikdo do jednoho roku od vyhlášení, obec, nálezce nebo jiný schovatel věci s ní může nakládat jako oprávněný držitel a po dalších dvou letech na něj přejde vlastnické právo k věci. Více nálezců je k věci oprávněno společně a nerozdílně, a jde-li o věc skrytou, má právo na věc nebo na polovinu její ceny také vlastník pozemku, kde byla nalezena.